# Jordskælvet i Peru 2007
Jordskælvet i Peru 2007 var et jordskælv som målte 8.0 Mw. Det ramte den centrale kyst i Peru onsdag den 15. august 2007 kl. 18:40:57 og varede omkring tre minutter. Jordskælvets epicenter blev lokaliseret til 150 kilometer sydøst for hovedstaden Lima, og hypocenter i en dybde af 39 km.
United States Geological Survey og National Earthquake Information Center oplyste at det var et meget stærkt jordskælv.

## Efterspil
Perus regering reagerede på jordskælvet gennem National Civil Defence System (Instituto Nacional de Defensa Civil – INDECI). Det blev støttet militært, gennem den private sektor (lokalt, nationalt og internationalt) og ved bidrag fra civilsamfundet og de internationale samfund, herunder regeringer, internationale NGOer og FN-agenturer. Den første reaktion medførte at søge efter overlevende, evakuere de sårede, fjerne murbrokker, at sørge for sikkerheden og opfylde behovene for de ramte personer. Shelters blev givet til dem der havde mistet deres hjem, latriner blev installeret, rent vand og lægehjælp blev etableret, og fødevarehjælpen blev distribueret og uddannelse og psykosocial hjælp blev tilbudt, især til børn. I kølvandet på jordskælvet rejste Consolidated Appeals Process (CAP) 37 millioner dollars, hvorraf 9.5 millioner dollars kom fra Central Emergency Response Fund (CERF).
På trods af den betydelige nødhjælp der blev givet, var den første reaktion kaotisk, præget af en manglende koordinering og utilstrækkelige oplysninger om behovene hos beboerne. Det var hæmmet af den manglende kapacitet på regionalt niveau og de efterfølgende politiske tovtrækkeri (især mellem de lokale, regionale og nationale regeringer).. Mange lokale autoriteter blev personligt angrebet for jordskælvet, de overlevende prøvede at finde tætte familiemedlemmer eller at overkomme det traumatiske chok af at miste så mange familiemedlemmer. Som tiden gik blev svarene bedre organiseret, især efter at et kordinationskontor, fra OCHA blev etableret i Pisco og et UN Disaster Assessment and Coordination (UNDAC) team ankom for at støtte koordineringen og for at yde teknisk rådgivning.
Byerne Pisco, Ica og Chincha Alta i Lima-regionen, og San Vicente de Cañete i Lima-regionen blev hårdest ramt. Jordskælvet kunne også mærkes i hovedstaden Lima, hvor skælvet ødelagde vinduer i midtbyen, ligesom i andre byer i Peru, inklusive Pucallpa, Iquitos, Contamana, Trujillo og Cajamarca. Sytten mennesker døde og 70 mennesker kom til skade da kirken i byen Ica kollapsede. De deltog i en messe på de tidspunkt hvor jordskælvet fandt sted. Byen Pisco, som er 260 km sydøst for Lima, led mest skade, og omkring 85 % af bygningerne blev destrueret, og 430 indbyggere døde; 148 af disse dødsfald fandt sted da, domkirken kollapsede på torvet i den centrale del af byen.
Den 16. August, rapporterede regeringen 510 dødsfald. Den 28. August var tabstallene følgende:
- 519 dødsfald;
- 1,366 sårede;
- 58,581 huse ødelagt ifølge den peruvianske regerings vurderinger;
- 13,585 huse berørt;
- 103 hospitaler berørt; and
- 14 hospitaler destrueret ifølge den peruvianske regering.
Et efterskælv der målte 5.8 magnitude fandt sted klokken 19:02 lokal tid, centreret 113. kilometer nordøst for Chincha Alta. Kokken 19:19 lokal tid, fandt et andet efterskæl sted med en magnitude på 5.9, centreret 48 kilometer syd-sydvest for Ica. Mindst et dusin jordskælv med en magnitude på 5,0 eller højere er blevet registreret.
Dagen efter, kunne man ikke rumme de overlevende i de lokale hospitaler i Pisco så de blev fløjet til Lima, og ankom der senere samme aften. Den 19. August ankom, Colombias præsident, Álvaro Uribe, til Ica.

## Tektonisk resume
Jordskælvet skete på grænsen mellem Naszcapladen og Den sydamerikanske kontinentplade, der smelter sammen med en hastighed på 78 mm per år. Jordskælvet fandt sted på grænsefladen mellem de to plader, hvor den sydamerikanske plade bevægede sig op af Naszcapladen gennem søvejen. Eksperter siger, at denne form for jordskælv sker cirka en gang hvert 100 år.
I Peru er der i historien sket mange jordskælv. Den 15. august opstod der rystelser tæt på epicenteret til to tidligere jordskælv, som begge havde en magnitude på 8, og som fandt sted i 1908 og 1974. Jordskælvet skete syd for et jordskælv med en magnitude på 8.2 i de nordlige Peru den 17. oktober 1966 og nord for et jordskælv med en magnitude på 8.3 som skete i nærheden Arequipa i de sydlige Peru. Det største jordskælv langs den peruvianske kyst havde en magnitude på 9 og skete i 1869 1868. De lavede en tsunami som dræbte flere tusinde mennesker langs den sydamerikanske kyst og forårsagede også skader på Hawaii.

## Tsunami advarsler
En tsunami advarsel blev udsendt for Peru, Ecuador, Chile, Colombia og så langt som Hawaii efter jordskælvet, men blev senere aflyst. Nogle områder af havnebyen Callao blev evakueret. Tsunami advarsler blev også lavet for Panama og Costa Rica, og et nedtællings-ur blev sendt til Nicaragua, Guatemala, El Salvador, Mexico and Honduras. Alle advarsler blev aflyst efter at en 25 cm høj tsunami kom i land. En tsunami fandt sted på den peruvianske kyst. De oversvømmede en del af Limas Costa Verde motorvejen, og meget af Piscos kyst. Det er blevet rapporteret at tsunamien nåede op til 5 meter i kvarteret Lagunillas i Pisco neighbourhood's town Paracas.
Japan Meteorological Agency udsendte en tsunami advarsel, om at bølgerne kunne blive op til 20 centimeter og kunne nå Japans nordligste ø, Hokkaidō, den 16. august, omkring klokken 19:00 UTC (04:00 JST).

## Langsigtet genopbygning
Adskillige år senere, kan Pisco stadig mærke effekten af jordskælvet og har svært ved at komme sig. Mange familier der mistede deres hjem, bor stadig i midlertidige boliger eller telte. De sociale/økonomiske konsekvenser kan tage mange år for landet at heale.